# Rüting
Rüting település Németországban, Mecklenburg-Elő-Pomeránia tartományban. Lakosainak száma 543 fő (2023. december 31.).

## Népesség
A település népességének változása:
| Lakosok száma | 531  | 539  | 529  | 532  | 543  |
|               | 2017 | 2019 | 2021 | 2022 | 2023 |